# 全国瞬时警报系统
全国瞬时警报系统（日语： Zenkoku Shunji Keihō Shisutemu），又稱為J-Alert（ Jei-arāto），是2007年2月在日本推出的全国性警报系统，旨在迅速向公众通报各类威胁。该系统的发展是希望早期警告能加快撤离时间，并帮助协调应急响应。

## 系统
全国瞬时警报系统（J-Alert）是一个基于人造衛星的系统，它允许政府透過全国范围的揚聲器、电视、广播、电子邮件和小区广播直接向当地媒体和公民快速广播。据日本官员称，其可用1秒时间通知当地官员，并在4秒至20秒间将信息转达民众。J-Alert接收机的增强版本预计将在2019年3月底前安装。新型号可以在2秒内自动处理信息，而旧机型可能需要最长20秒。
除恶劣天气警告外，所有警告以五种语言播放：日语、英语、汉语普通话、韩语和葡萄牙语（向在日的中国人、韩国人和巴西人移民广播）。2011年日本東北地方太平洋近海地震期间的警告以上述警告广播。恶劣天气警告只以日语广播。
在紧急情况下，该系统将利用ISDB的1seg自动开启所有配备1seg技术的广播和电视机，并使危险地区内的设备切换至NHK频道。
全国瞬时警报系统通过地面系统和Superbird-B2通信卫星进行广播。

## 瞬时警报种类
- 地震消息
  - 紧急地震速报

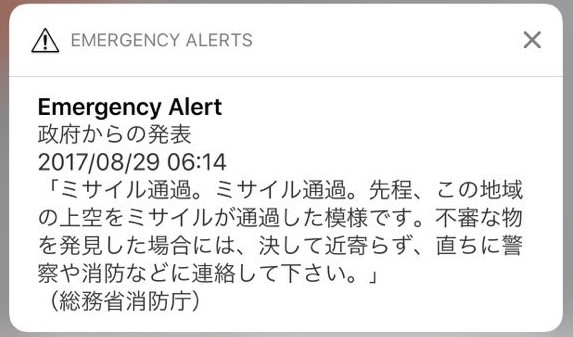
2017年8月29日朝鲜导弹发射期间发送的警报信息

  - 震度速报（日语：地震情報）：快速更新可能发生的海啸的震源、震级和预防措施
  - 地震消息（震源及烈度关联消息）（日语：地震情報）：海啸的震源、震级、各区域强度以及位置
  - 东海地震预测消息（日语：東海地震に関連する情報）：东海地震的地震预报警告
  - 东海地震注意消息（日语：東海地震に関連する情報）：东海地震的地震预测劝导信息
  - 东海地震调查消息（日语：東海地震に関連する情報）：东海地震的地震预测信息
- 海啸
  - 大海啸警报
  - 海啸警报
  - 海啸注意警报
- 火山喷发
  - 火山喷发警报（日语：噴火警報）：火山喷发的紧急警告和爆发可能性
  - 火山口周边警报：火山喷发的警告和爆发可能性
  - 火山喷发预报
- 恶劣天气
  - 特別警報：大雨、大雪、风暴、暴风雪、海浪和风暴潮的紧急警告
  - 气象警报（日语：気象警報）：大雨、大雪、风暴、暴风雪、海浪和风暴潮的警告
  - 气象注意警报（日语：注意報）：突发气象灾害避难劝导
  - 山体滑坡警戒消息（日语：土砂災害警戒情報）：滑坡风险的信息
  - 龙卷风注意消息（日语：竜巻注意情報）：龙卷风劝导信息
  - 短时强降雨消息（日语：記録的短時間大雨情報）：暴风暴雨（英语：Guerrilla rainstorm）信息
  - 指定河流洪水预报（日语：指定河川洪水予報）
- 国民保护警报
  - 弹道导弹消息
  - 空袭消息
  - 游击队和特種部隊攻击消息
  - 大规模恐怖主义消息
  - 其他的国民保护警报

## 采用率
许多县市在采用该系统方面进展缓慢。据介绍，日本政府希望2009年全国民众有80%配备J-Alert系统。但到2011年，该系统仅覆盖36%的国民。成本是其中一项主要因素，初装费用估计约为4.3亿日元，年维护费用约为1000万日元。
截至2013年5月，该系统已覆盖日本全国99.6%的城市。